# Citronella sucumbiensis
Citronella sucumbiensis là một loài thực vật có hoa trong họ Cardiopteridaceae. Loài này được Cuatrec. mô tả khoa học đầu tiên năm 1949.